# Lijst van gemeenten van Coahuila
De Mexicaanse deelstaat Coahuila bestaat uit 38 gemeenten.
| INEGI | Gemeente            | Inwoners | Oppervlakte   | Hoofdplaats                | Inwoners |
| ----- | ------------------- | -------- | ------------- | -------------------------- | -------- |
| 001   | Abasolo             | 1.022    | 742,99 km²    | Abasolo                    | 1.015    |
| 002   | Acuña               | 163.058  | 11.467,84 km² | Ciudad Acuña               | 160.225  |
| 003   | Allende             | 23.056   | 251,55 km²    | Allende                    | 21.376   |
| 004   | Arteaga             | 29.578   | 1.648,96 km²  | Arteaga                    | 29.578   |
| 005   | Candela             | 1.643    | 2.120,04 km²  | Candela                    | 1.492    |
| 006   | Castaños            | 29.128   | 3.341,55 km²  | Castaños                   | 29.128   |
| 007   | Cuatrociénegas      | 12.715   | 10.669,80 km² | Cuatrociénegas de Carranza | 12.715   |
| 008   | Escobedo            | 3.047    | 1.025,78 km²  | Escobedo                   | 541      |
| 009   | Francisco I. Madero | 59.035   | 2.764,57 km²  | Francisco I. Madero        | 32.704   |
| 010   | Frontera            | 82.409   | 456,22 km²    | Frontera                   | 65.606   |
| 011   | General Cepeda      | 11.898   | 2.641,80 km²  | General Cepeda             | 4.382    |
| 012   | Guerrero            | 1.643    | 2.927,49 km²  | Guerrero                   | 775      |
| 013   | Hidalgo             | 1.735    | 1.129,51 km²  | Hidalgo                    | 1.638    |
| 014   | Jiménez             | 9.502    | 2.200,98 km²  | Jiménez                    | -        |
| 015   | Juárez              | 1.584    | 2.458,15 km²  | Juárez                     | -        |
| 016   | Lamadrid            | 1.764    | 673,50 km²    | Lamadrid                   | 1.708    |
| 017   | Matamoros           | 118.337  | 807,17 km²    | Matamoros                  | 59.762   |
| 018   | Monclova            | 237.951  | 1.251,32 km²  | Monclova                   | 237.169  |
| 019   | Morelos             | 7.928    | 639,49 km²    | Morelos                    | -        |
| 020   | Múzquiz             | 71.627   | 8.289,58 km²  | Ciudad Melchor Múzquiz     | -        |
| 021   | Nadadores           | 6.539    | 716,68 km²    | Nadadores                  | -        |
| 022   | Nava                | 33.129   | 908,10 km²    | Nava                       | 33.129   |
| 023   | Ocampo              | 9.642    | 26.053,42 km² | Ocampo                     | -        |
| 024   | Parras              | 44.472   | 10.523,86 km² | Parras de la Fuente        | 44.472   |
| 025   | Piedras Negras      | 176.327  | 474,56 km²    | Piedras Negras             | -        |
| 026   | Progreso            | 3.239    | 2.886,87 km²  | Progreso                   | 796      |
| 027   | Ramos Arizpe        | 122.243  | 6.769,52 km²  | Ramos Arizpe               | 114.010  |
| 028   | Sabinas             | 68.811   | 1.976,35 km²  | Sabinas                    | 59.196   |
| 029   | Sacramento          | 2.471    | 289,62 km²    | Sacramento                 | 2.437    |
| 030   | Saltillo            | 879.958  | 5.652,98 km²  | Saltillo                   | 864.431  |
| 031   | San Buenaventura    | 24.759   | 6.444,62 km²  | San Buenaventura           | 24.759   |
| 032   | San Juan de Sabinas | 42.260   | 803,04 km²    | Nueva Rosita               | 39.058   |
| 033   | San Pedro           | 101.041  | 7.174,48 km²  | San Pedro                  | 49.490   |
| 034   | Sierra Mojada       | 6.744    | 7.920,54 km²  | Sierra Mojada              | 478      |
| 035   | Torreón             | 720.848  | 1.255,98 km²  | Torreón                    | 690.193  |
| 036   | Viesca              | 20.305   | 4.406,96 km²  | Viesca                     | 3.610    |
| 037   | Villa Unión         | 6.188    | 1.855,48 km²  | Villa Unión                | 5.443    |
| 038   | Zaragoza            | 13.135   | 7.939,19 km²  | Zaragoza                   | -        |

| Detailkaart                         |
| ----------------------------------- |
|                                     |
| Ligging Coahuila binnen Mexico      |
|                                     |
| Gemeenten ingedeeld naar INEGI code |